# Австралийская комиссия по ценным бумагам и инвестициям
Австралийская комиссия по ценным бумагам и инвестициям (Australian Securities and Investments Commission) является независимым австралийским правительственным органом, который действует как регулятор корпораций Австралии. Её роль состоит в том, чтобы обеспечивать и регулировать компании и финансовые законные услуги для защиты австралийских потребителей, инвесторов и кредиторов.
ASIC несет ответственность за целостность рынка и защиту потребителей в финансовой системе, включая платежные транзакции. Он управляет Законом о корпорациях 2001 года и регулирует деятельность австралийских корпораций, финансовых рынков, клиринговых и расчетных услуг (совместно с Резервным банком) и поставщиков финансовых услуг. 
Основные функции ASIC включают :
1. надзор за финансовым рынком и лицензиатами клиринговых и расчетных услуг
2. лицензирование поставщиков финансовых услуг (включая дилеров по ценным бумагам и консультантов)
3. регистрацию аудиторов и ликвидаторов
4. расследование и обеспечение соблюдения корпоративного законодательства и законодательства о ценных бумагах.

Комиссия была создана по инициативе государственных органов с целью защиты населения от финансового мошенничества. В зону ответственности ASIC изначально входил исключительно фондовый рынок и компании, осуществляющие деятельность в данном сегменте. Позже функции организации несколько расширились и сегодня под контроль ASIC попадают брокеры и компании, осуществляющие кредитование и деятельность, связанную с инвестированием и доверительным управлением, пенсионные и депозитные фонды. Более того, каждая вновь созданная компания, занимающаяся предоставлением финансовых услуг населению в Австралии, неизбежно попадает под тщательную проверку со стороны данного уполномоченного органа. Завершается проверка выдачей лицензии.
Ее уполномоченными специалистами отслеживаются все финансовые операции, проводимые на рынках Австралии, проверяют новости компаний, динамику индексов, капитализацию, платежеспособность и т.д. В случае выявления нарушений, ASIC имеет все полномочия по привлечению к ответственности недобросовестных компаний, что работали вопреки допустимым нормам финансовой деятельности.
По итогам 2015 года, свыше 500 компаний, предоставляющих финансовые услуги населению не только Австралии, но и иных стран, имеют лицензию данного регулятора. Кроме этого, за период существования организации требования к кандидатам на получение лицензии возросло в несколько раз. 

## Основные полномочия
Основная обязанность Комиссии – проверка любой финансовой компании на предмет совершения мошеннических операций. В рамках этой задачи основными полномочиями регулятора являются следующие:
- мониторинг финансовых операций;
- отслеживание новостей в контролируемых компаниях;
- изучение показателей капитализации, платежного баланса и др..

## Обязанности
- корпоративное управление
- финансовые услуги
- ценными бумагами и деривативы
- страхование
- защита прав потребителей
- финансовое просвещение